# Dragon Age (revista)
Dragon Age (月刊ドラゴンエイジ Gekkan Doragon Eiji?) es una revista de manga shōnen publicada por la editorial Fujimi Shōbo. Es el resultado de la fusión de las revistas Comic Dragon y Dragon Jr.. Se caracteriza, junto a sus hermanas, por publicar series de aventuras con un contenido ecchi.
Los mangas publicados en esta revista fueron compilados en tomos bajo el sello Kadokawa Comics Dragon Jr., al igual que los mangas anteriormente serializados en Dragon Jr.. El 9 de diciembre de 2010 el sello Kadokawa Comics Dragon Jr., fue cambiado a Dragon Comics Age

## Ediciones especiales
Dragon Age Pure (ドラゴンエイジピュア Doragon Eiji Pyua?) es una revista de manga shōnen publicada por la editorial Fujimi Shōbo, es una edición especial de Dragon Age. Fue publicada al principio en 2006 como un suplemento especial cuando Dragon Age llegó a su publicación número treinta. Ahora esta revista pasó a ser una publicación trimestral. La revista se especializa en la publicación de series de aventura, acción, mecha y/o comedia romántica mezclado con una buena carga de chicas bishōjo, moe y ecchi. Los tomos que compilan las series publicadas en esta revista son publicados bajo el sello Kadokawa Comics Dragon Jr.

## Series destacadas

### Dragon Age
- Omamori Himari
- Chrno Crusade
- Full Metal Panic!
- Galaxy Angel
- Kanon
- Karin
- Kaze no Stigma
- Kyōshirō to Towa no Sora
- Maburaho
- Maken-ki!
- Saber Marionette
- Scrapped Princess
- Slayers
- Someday's Dreamers
- Tenchi Muyō!
- Saenai Heroine no Sodatekata
- Highschool of the Dead
- Triage X
- High School DxD
- Kore wa Zombie Desu ka?
- Dakara Boku wa, H ga Dekinai

### Dragon Age Pure
- D.C. the Origin
- Tomoyo Dearest
- Sora o Miageru Shōjo no Hitomi ni Utsuru Sekai
- Gunbuster 2